# Picón
Picón è un comune spagnolo di 698 abitanti situato nella comunità autonoma di Castiglia-La Mancia.
Oltre al capoluogo omonimo il comune comprende un secondo centro abitato chiamato  Las Peñuelas.